# Grutas de Yungang
Las grutas de Yungang son un conjunto de 53 grutas y unas 1200 hornacinas budistas, con más de 51.000 estatuas de piedra que se esparcen por un área de un kilómetro cuadrado de extensión. Se sitúan en Yungang , a las afueras (alrededor de 20 km) de la ciudad de Datong, en la provincia de Shanxi, en el norte de República Popular China, era la capital de la dinastía Wei del norte.
La construcción de las grutas en las montañas próximas a la capital comenzó en el año 460, con la propuestas del maestro monje Tan Yao y la autorización del emperador de la dinastía Wei del norte. Los trabajos terminaron en el año 494, cuando la dinastía Wei del norte, decidió trasladar la capital a Luoyang.
Cada gruta tiene una estatua principal de Buda. La mayor tiene 16,8 metros de altura y la menor tiene 13,5 metros de altura, representando respectivamente a los 5 primeros emperadores de la dinastía Wei del norte.
Las grutas de Yungang constituyen el mayor grupo de grutas conservado en China, siendo por esta razón famoso tanto en China como en todo el mundo. En el año 2001, fueron declaradas como Patrimonio de la Humanidad por la Unesco. Abarcando un área protegida de 348,75 ha y un área de respeto de 846,809998 ha.